# 决战刹马镇
《决战刹马镇》(Welcome to Shama Town)是由李蔚然执导的讲述中国西部寻宝故事的喜剧电影，由孙红雷、林志玲、李立群、甘薇等领衔主演。于2010年6月22日上映。

## 剧情
1930年代，以胡栓子为首的土匪横行西北大漠，窃取了“西夏王陵”的巨额宝藏，为了私吞宝藏，嗜血的胡栓子屠杀了手下所有的兄弟，而随着他的死亡，宝藏的线索也随之消失在了刹马镇附近。
时至今日，现任村长老唐想利用早年“土匪藏宝”的传说，修建一个以土匪文化为名的度假村，来繁荣当地乡村经济、改善当地人的生活。在老唐的鼓动下，全镇的乡亲们都被动员了起来，镇子被老唐折腾得风风火火，但游客却一个没来，这让老唐心急如焚。
老唐收集全镇乡亲们家的“老东西”，找到电视台的“鉴宝”节目，希望可以让专家找出个“土匪”留下的物件，算个宣传的卖点，但专家鉴定之后，让老唐大失所望，他背去的“老东西”在专家眼里全是没有任何价值的“破烂”！然而，这堆“破烂”却引起一个文物贩子大崔的注意，大崔发现“破烂”之中，有一件“铜牌”可能是当年“土匪藏宝”留下的线索……

## 主要演员

### 领衔主演
- 孙红雷：饰演唐高鹏
- 林志玲：饰演春娘
- 李立群：饰演周定邦
- 甘薇：饰演桃花

注：大土匪胡栓子也是由孙红雷饰演。

### 主演
- 黄海波：文物贩子毛總
- 曹炳琨：
- 包贝尔：
- 赵子琪：
- 马丽：
- 马德林：
- 张子栋：
- 马健：饰演鬼冢
- 周韦彤：毛總沈默女保鑣